# 镰叶虫实
镰叶虫实（学名：Corispermum falcatum）是苋科虫实属的植物，为中国的特有植物。分布于中国大陆的西藏、青海等地，多生长于河谷沙滩上，目前尚未由人工引种栽培。